# Janomima nigricans
Janomima nigricans är en fjärilsart som beskrevs av M.Gaede 1927. Janomima nigricans ingår i släktet Janomima och familjen Eupterotidae. Inga underarter finns listade i Catalogue of Life.